# سیریل ژولیان
سیریل ژولیان (فرانسوی: Cyril Julian‎؛ زادهٔ ۲۹ مارس ۱۹۷۴) بازیکن بسکتبال اهل فرانسه است.